# باربرا كولي
باربرا كولي (بالإنجليزية: Barbara Colley)‏ (26 يوليو 1947 في الولايات المتحدة)؛ كاتِبة، مؤلفة وروائية أمريكية.